# Sbarramento Chiusa di Rio
Lo sbarramento Chiusa di Rio (in tedesco Sperre Mühlbacher Klause) è uno degli sbarramenti del XV settore di copertura Pusteria, che si erge a est del paese di Rio di Pusteria, presso la chiusa di Rio Pusteria in val Pusteria. Questo sbarramento è uno dei diversi sbarramenti che vanno a comporre il vallo alpino in Alto Adige.

## Storia
Questo sbarramento, facente parte del III sistema difensivo, è sito a est del paese di Rio di Pusteria, dove si trovava la vecchia dogana della chiusa di Rio Pusteria; da qui il nome dello sbarramento, ma anche del paese.
Nel maggio 1939 si era progettato di costruire 3 opere difensive che rispettassero i dettami della circolare 7000, di cui:
- 1 appostamento costruito in calcestruzzo, resistente ai medio calibri;
- 2 appostamenti costruiti in calcestruzzo, resistenti alle sole schegge.

In totale questa iniziale sistemazione prevedeva un armamento di quattro mitragliatrici e 2 cannoni anticarro.
Verso la fine dell'anno, queste 3 opere, erano state completate nella costruzione, a parte i loro allestimenti interni, e si ebbe l'idea di ampliare lo sbarramento, per aumentare sia la profondità che la sua robustezza a ipotetici attacchi nemici. Per tale ragione, a difesa passiva dello sbarramento, si era prevista la costruzione di un fossato anticarro, tra la ferrovia della Val Pusteria e la sponda del fiume Rienza, oltre all'aggiunta di 7 ordini di spezzoni di rotaie per sbarrare sia la strada statale che la ferrovia. L'ampliamento prevedeva la costruzione di tre nuove opere che rispettassero i dettami della nuova circolare 15000, site accanto alle tre iniziali; in particolare:
- l'opera 4: che prevedeva l'alloggio di due nuclei armi supplementari, previsti per la difesa del costone, verso Maranza;
- l'opera 5: scavata nella roccia e dotata di un cannone anticarro per sorvegliare il fossato.

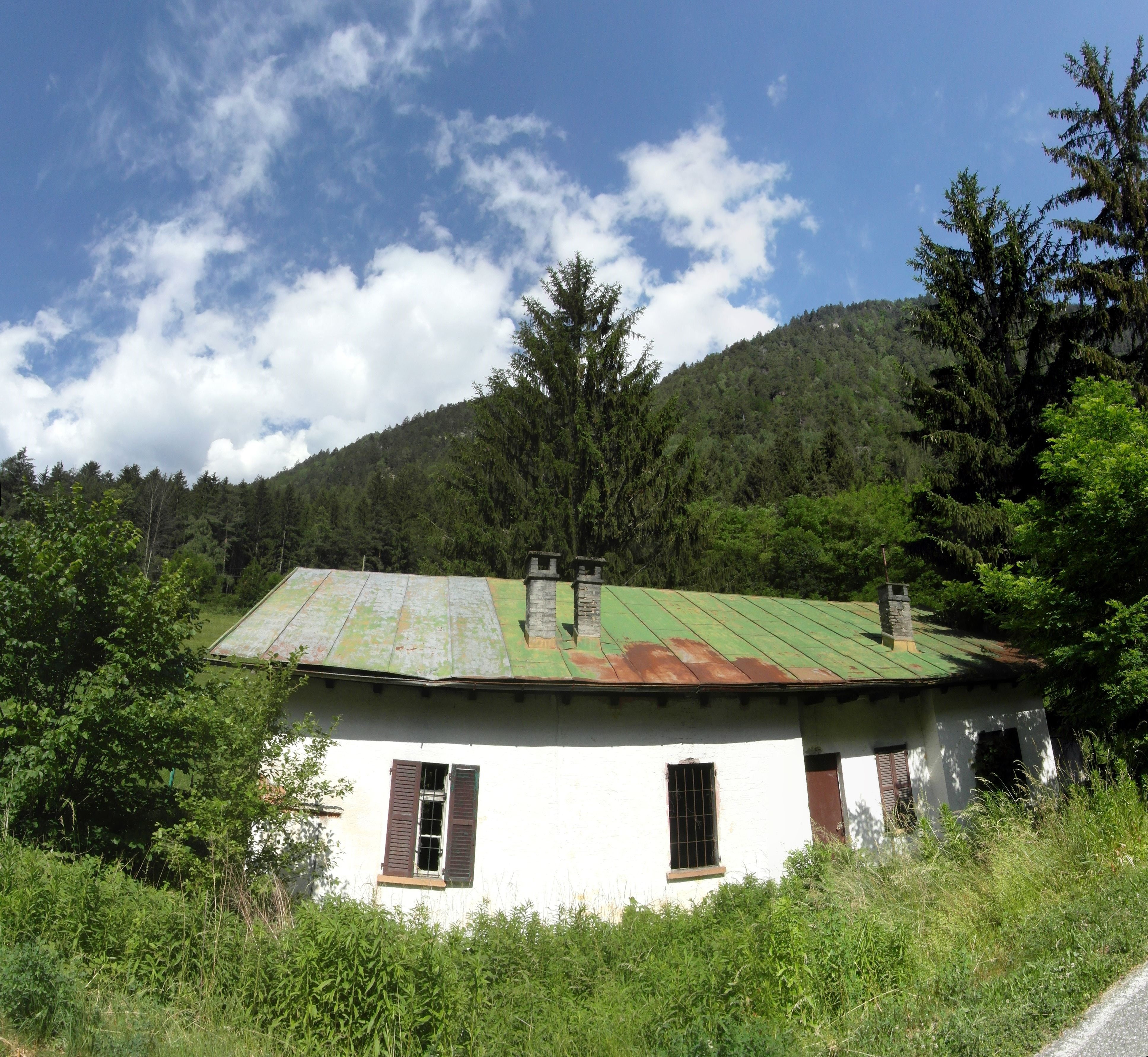
La casermetta per gli Alpini d'Arresto

Dopo la seconda guerra mondiale, tutto lo sbarramento venne reimpiegato nel nuovo sistema difensivo, e venne assegnato alla 355ª compagnia battaglione alpini d'arresto Val Brenta, così come la piccola casermetta arretrata.
Fa parte dello sbarramento anche quel che rimane di una più antica tagliata stradale, all'interno della vecchia dogana.
Dopo la riattivazione in ambito NATO, allo sbarramento composto di 5 opere, è stato dato il nome in codice Ercole. Lo sbarramento aveva assegnati: 9 ufficiali, 15 sottufficiali e 117 soldati di truppa, per un totale di 141 uomini. Questi alloggiavano presso una casermetta, posta poco più a ovest rispetto allo sbarramento e alla vecchia dogana.

## Fossato anticarro
Fu costruito un fossato anticarro che partiva dall'opera 5.
Quel che rimane è un inizio di fossato anticarro sulla sponda meridionale del lago, nei pressi dell'Opera 3, con ancora dei consistenti spezzoni di funi metalliche.

## Tabella delle opere dello sbarramento
|         | Tipo          | Fuc. MTR | MTR   | Cann A.C. | Cannoni 75/27 | Osserv. | Note     |
| ------- | ------------- | -------- | ----- | --------- | ------------- | ------- | -------- |
| Opera 1 | Piccola CLS   | -        | 2     | -         | -             | -       | -        |
| Opera 2 | Piccola CLS   | -        | 1     | 1         | -             | -       | -        |
| Opera 3 | Piccola CLS   | -        | 1 (*) | -         | -             | -       | -        |
| Opera 4 | Media CLS     | -        | 2     | 1         | -             | 1/t     | 2 n.a.s. |
| Opera 5 | Media RCC/CLS | -        | 2     | 1 (**)    | -             | -       | -        |
| Totale  | 5             | -        | 8     | 3         | -             | 1       | -        |

(*) Inizialmente era prevista una mitragliatrice, ma in seguito fu sostituita da un cannone 90/32L.

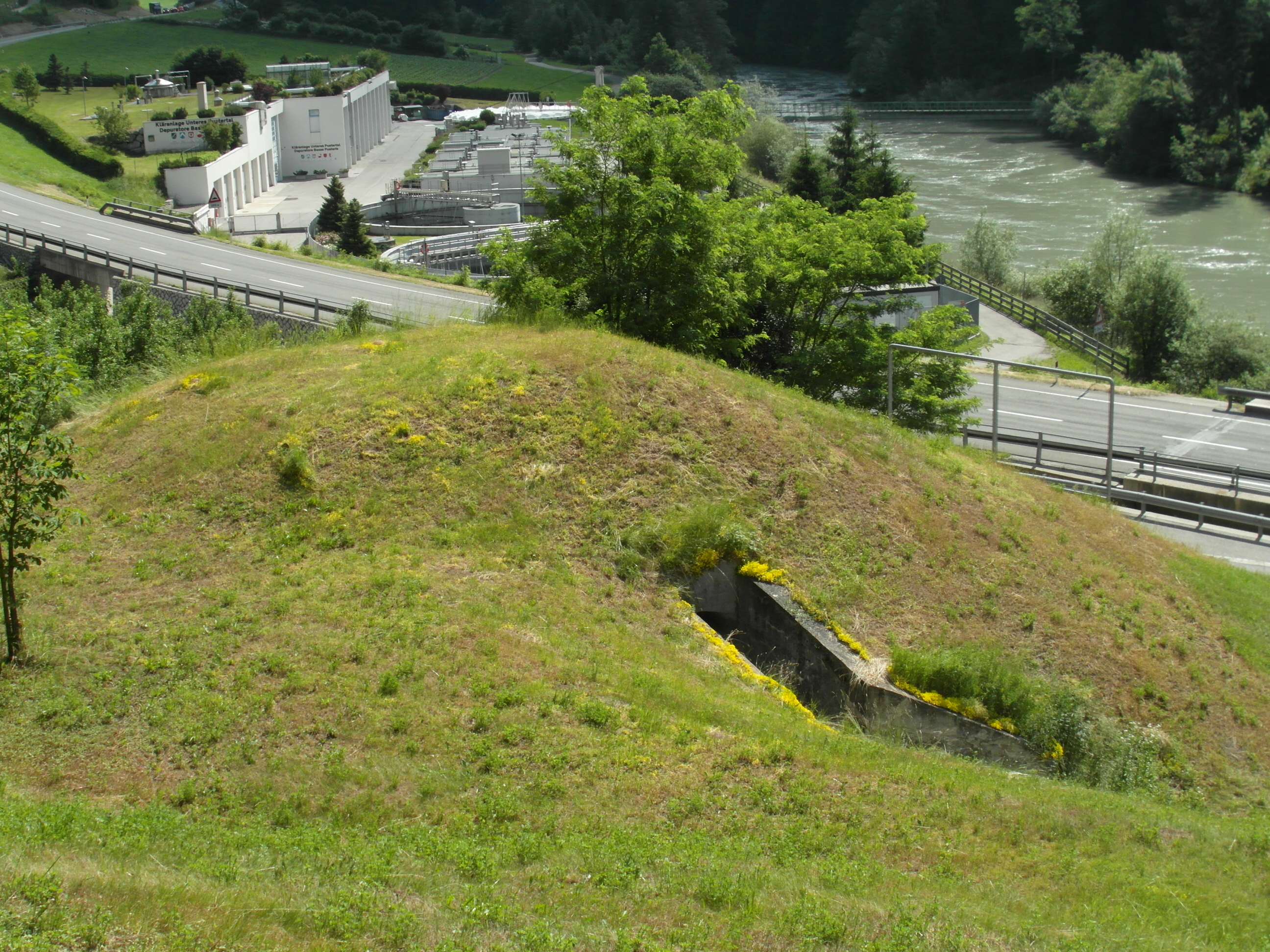
Vista dell'ingresso dell'opera 1

(**) Inizialmente era previsto un 90/32P, che fu poi sostituito da un cannone 76/40 Mod. 1916 R.M..

## Descrizione delle opere dello sbarramento

### Opera 1
- Come raggiungere l'opera

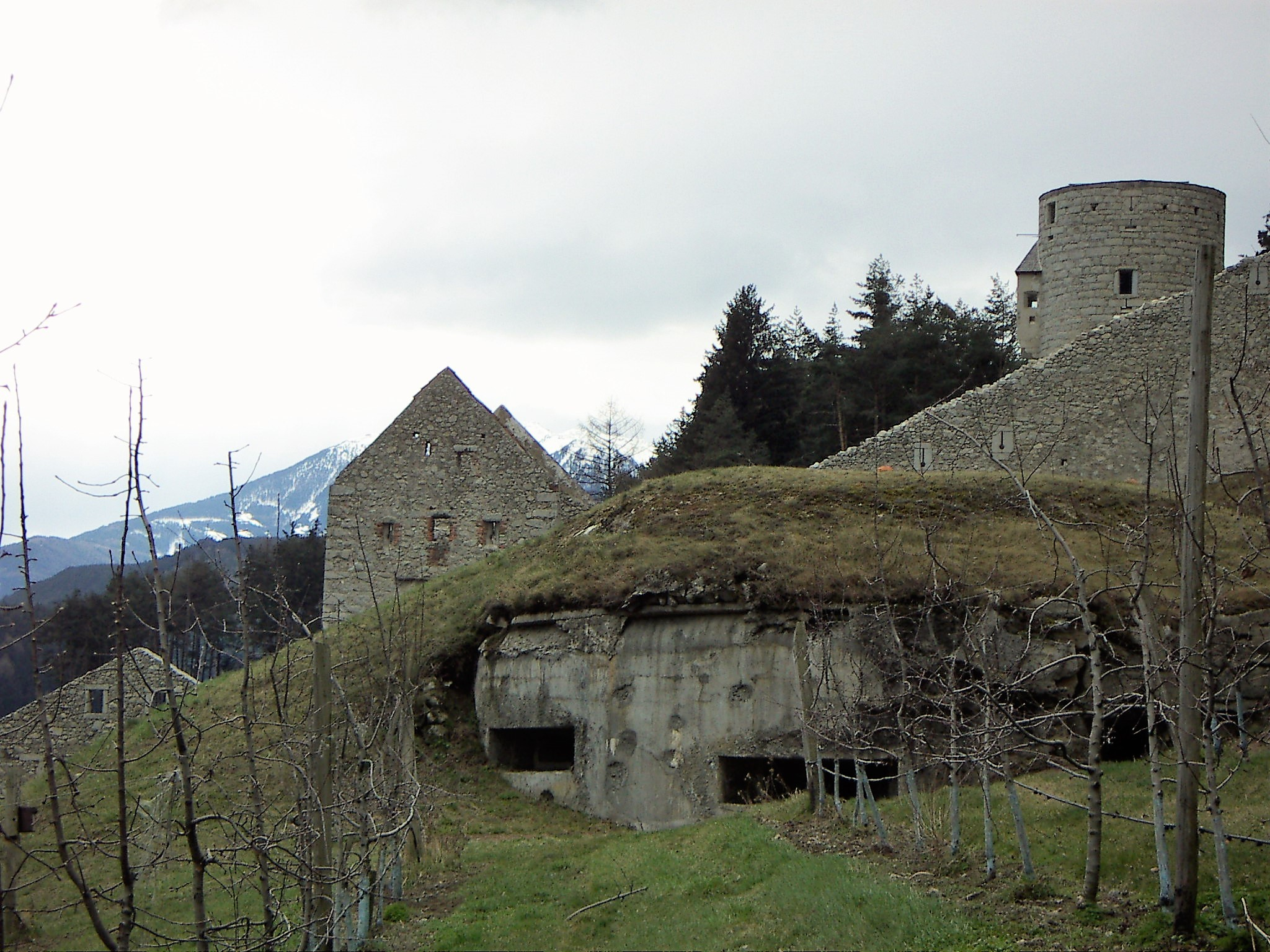
L'opera 1

Per raggiungere l'opera, partendo dalla vecchia dogana, recentemente ristrutturata (la chiusa di Rio di Pusteria), si prosegue per una ventina di metri in direzione est oltre la chiusa, e al di sotto di una piccola collinetta erbosa, immersa nel prato con accanto dei meleti, si trova l'opera.
- Caratteristiche

L'opera è in sé piccola, costruita in calcestruzzo. Gode di un corridoio spezzato utile per raggiungere il suo unico ingresso.
- Armamento previsto

2 mitragliatrici.
- Ingressi

L'opera ha 1 ingresso
- Dati relativi a giugno 2013
- Coordinate geografiche: 46°48′45.44″N 11°41′07.18″E

### Opera 2
- Come raggiungere l'opera

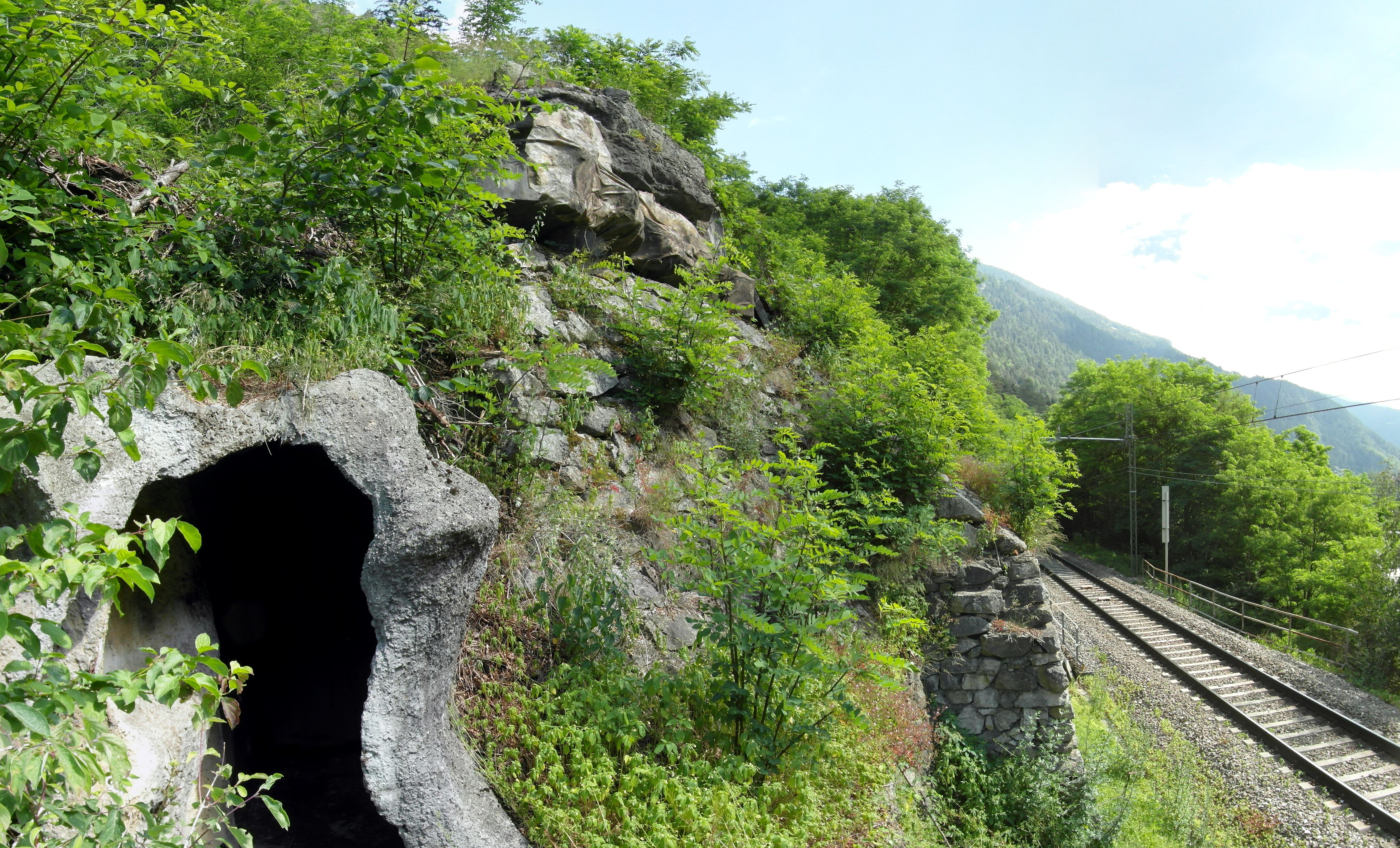
L'opera 2

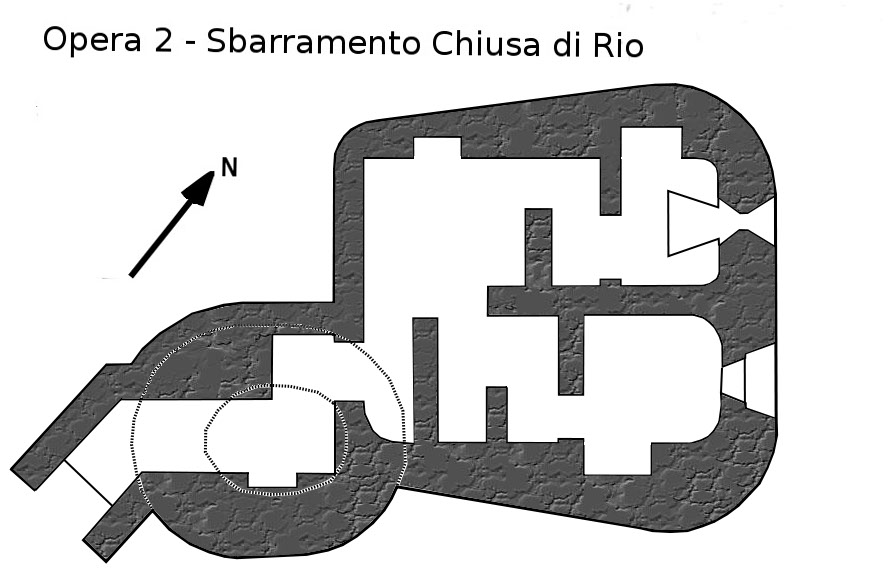
Piantina opera 2

L'opera si trova sopra la chiusa, subito al di là dei binari della ferrovia della Pusteria. È facilmente raggiungibile passando per il ruscello, che passa al di sotto la ferrovia.
- Caratteristiche

L'opera è piccola, infatti ha solamente due feritoie, un breve tunnel di ingresso accessibile, prima della porta garitta ben saldata. Sopra l'opera vi è una torretta.
- Nome in codice (in ambito NATO): Rieti
- Armamento previsto

1 mitragliatrice e 1 cannone anticarro.
- Ingressi

L'opera ha 1 ingresso
- Dati relativi a giugno 2013
- Coordinate geografiche: 46°48′45.28″N 11°41′04.25″E

### Opera 3
- Come raggiungere l'opera

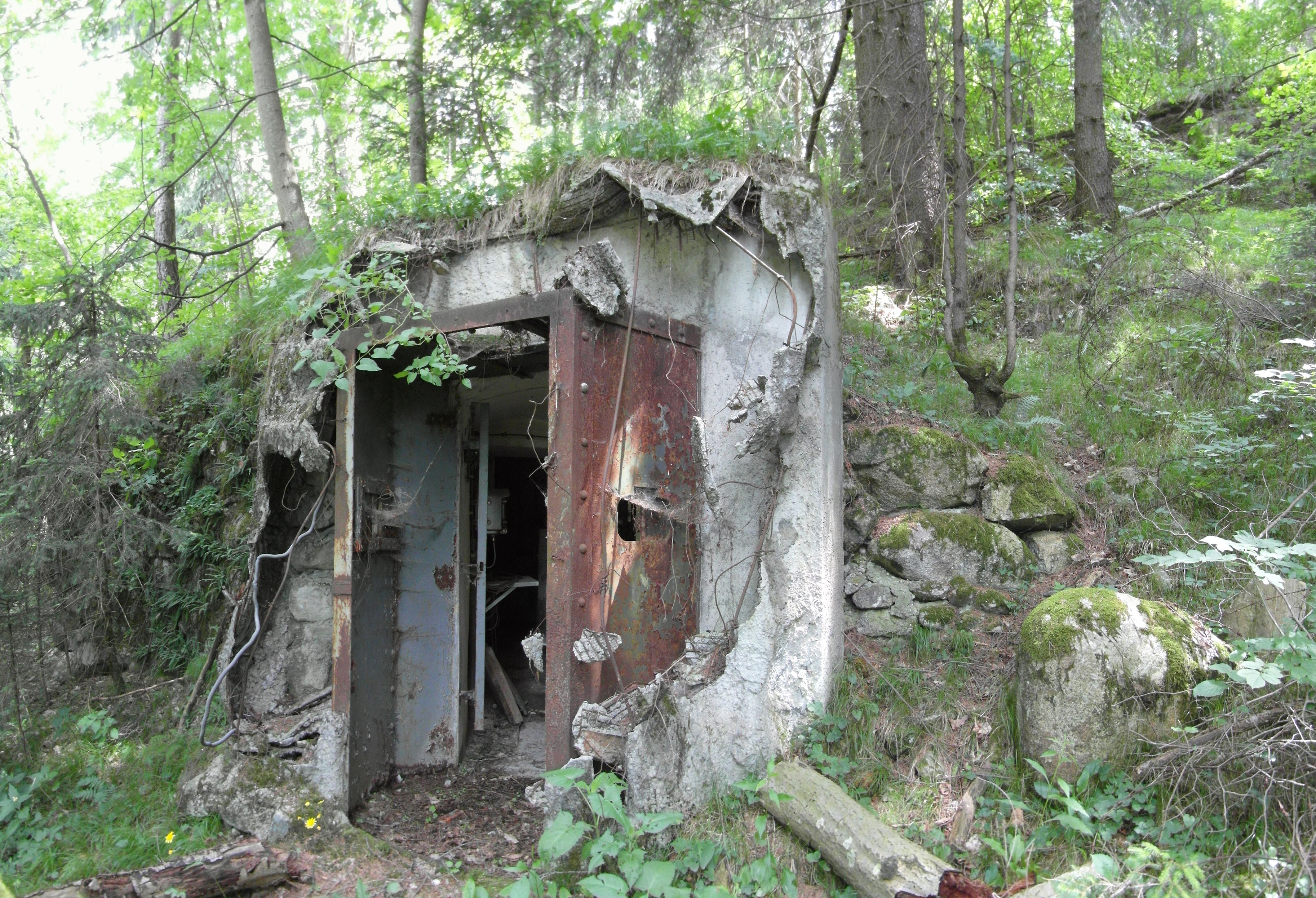
Ingresso dell'opera 3

L'opera si trova come l'opera 5 sulla sponda meridionale del fiume Rienza, alcuni metri più alta rispetto al fiume. Uscendo dall'opera 5, si prosegue a ovest lungo il sentierino, scendendo quasi subitoverso le sponde della Rienza; proseguendo per una decina di metri, si trova in mezzo al bosco l'opera.
- Caratteristiche

L'opera è molto piccola, e presenta una sola postazione per mitragliatrice. È comunque arredata: al suo interno si trovano infatti due vasche ethernit per l'acqua e una stazione radio collegata con l'opera 4, ovvero l'opera è arredata completamente.
- Nome in codice (in ambito NATO): Calco
- Armamento previsto

1 mitragliatrice, sostituita poi da un 90/32L.
- Ingressi

L'opera ha 1 ingresso
- Dati relativi a giugno 2013
- Coordinate geografiche: 46°48′40.75″N 11°41′10.69″E

### Opera 4
- Come raggiungere l'opera

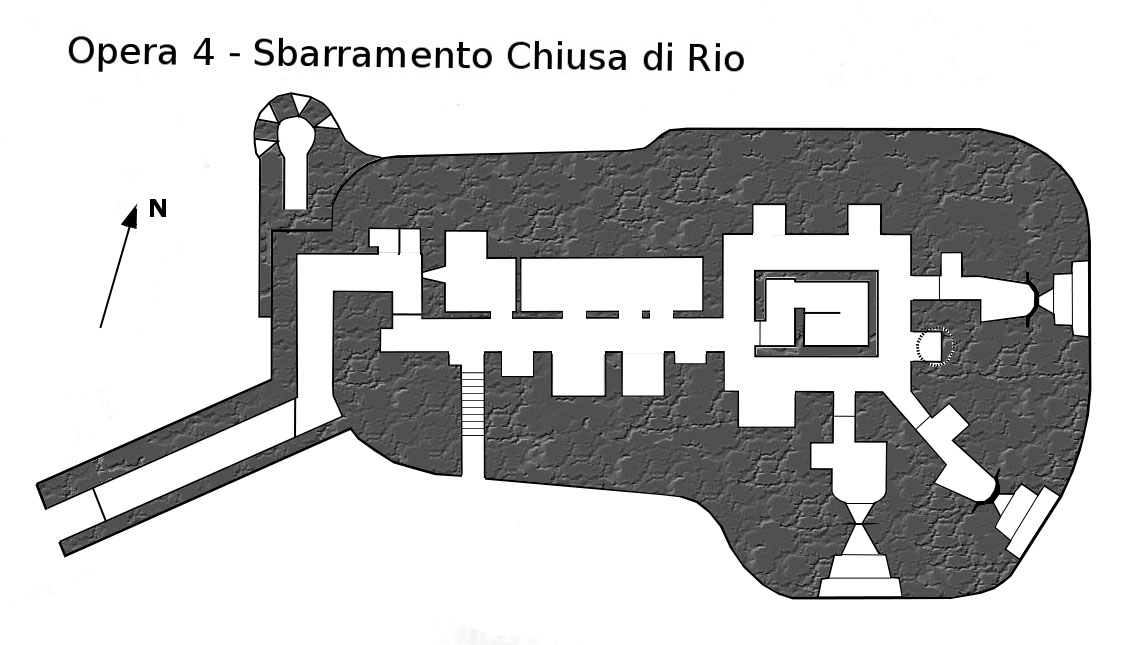
Piantina opera 4

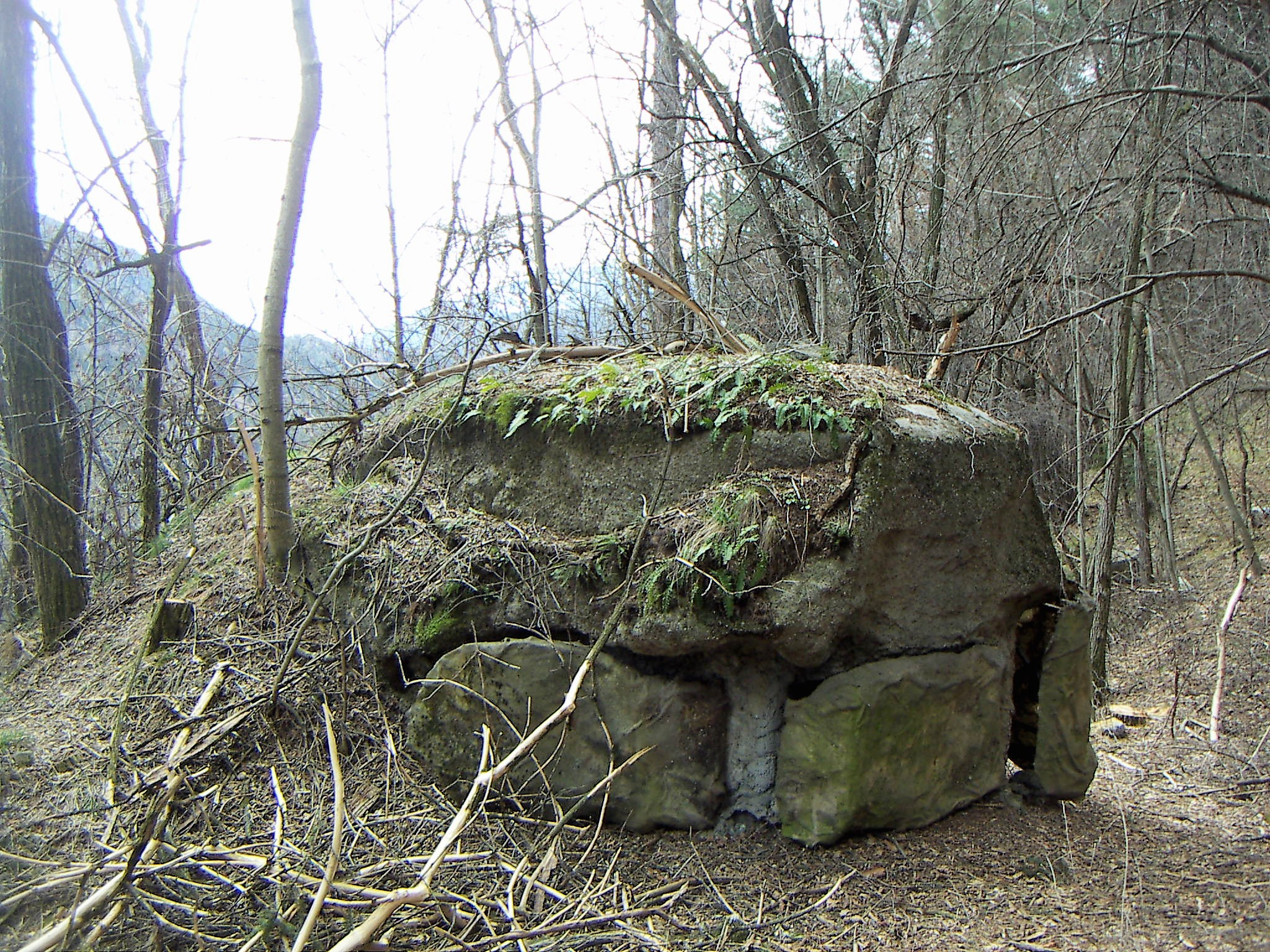
L'opera 4

L'opera 4 è alla stessa altitudine dell'opera 2, soltanto un centinaio di metri a est rispetto all'opera 2, sempre al di là della linea ferroviaria. È possibile raggiungerla proseguendo lungo la strada statale un centinaio di metri verso est dove si trova sulla sinistra una sbarra bianca. Da lì, volgendo lo sguardo verso la ferrovia si trova l'opera 4. Il percorso per raggiungerla passa sotto la ferrovia, e curvando poi verso sinistra si arriva direttamente all'opera.
- Caratteristiche

L'opera ha una caponiera rialzata dotata di cinque piccole feritoie a protezione dell'ingresso principale. L'opera al suo interno è completamente arredata, e si possono trovare anche alcuni resti delle brande della camerata, oramai totalmente arrugginiti, e sei vasche per l'acqua. L'opera si sviluppa su 2 piani collegati da una normale scala che si trova al centro dell'opera e da una scala alla marinara che scende al piano inferiore poco al di fuori della camerata sottostante. Al suo interno si trova anche una sottospecie di scala d'emergenza che conduce verso l'esterno, poco sotto all'ingresso principale (quest'ultimo aveva un lungo corridoio mascherato, oggi quasi inesistente). La sua radio interna era collegata a tutte le altre quattro opere dello sbarramento. Alcune delle sue feritoie danno ancora oggi direttamente sulla linea ferroviaria.
Nell'opera erano previsti gli alloggi per due gruppi Nuclei armi supplementari (N.A.S.).
- Nome in codice (in ambito NATO): Prun
- Armamento previsto

2 mitragliatrice, 1 cannone anticarro e 1 osservatorio in torretta.
- Ingressi

L'opera ha almeno 1 ingresso ed un'uscita d'emergenza con una scalinata particolare.
- Dati relativi a giugno 2013
- Coordinate geografiche: 46°48′52.34″N 11°41′17.95″E

### Opera 5
- Come raggiungere l'opera

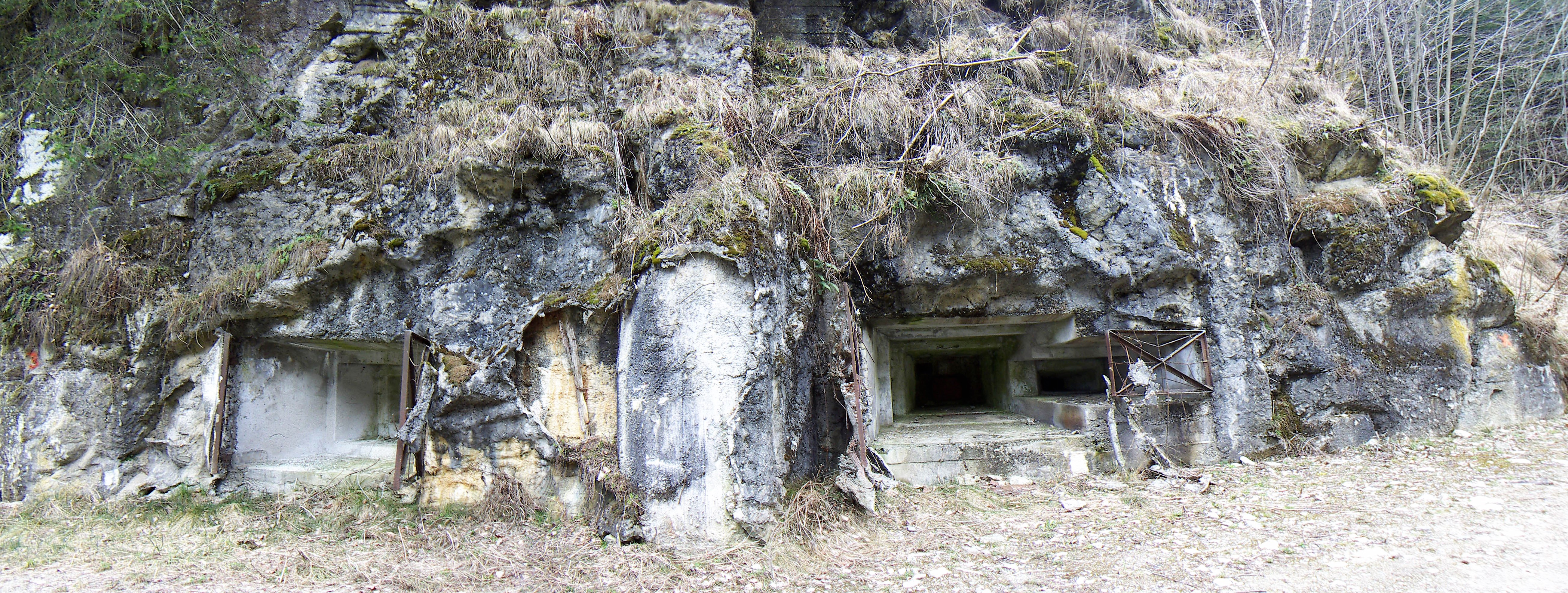
Alcune feritoie dell'opera 5

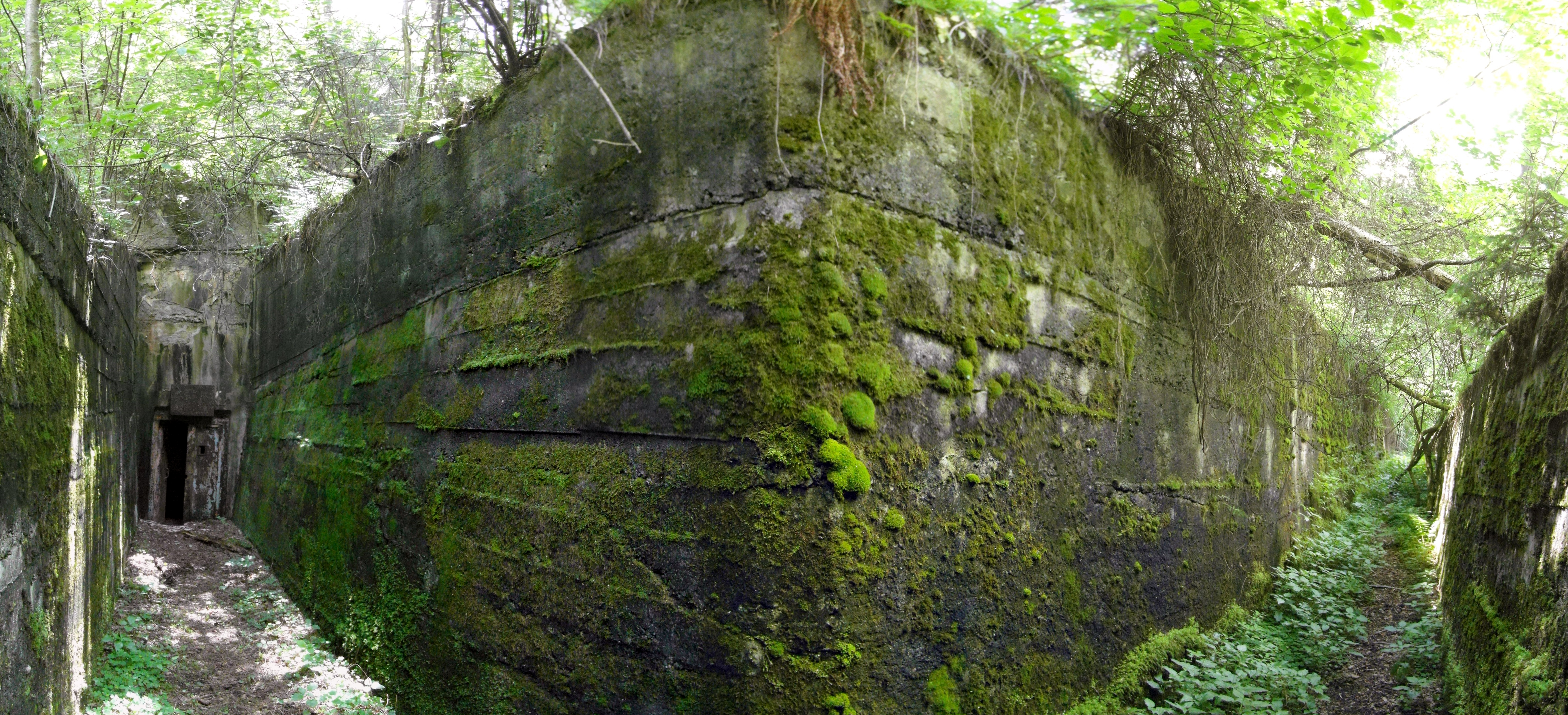
L'ingresso dell'opera 5

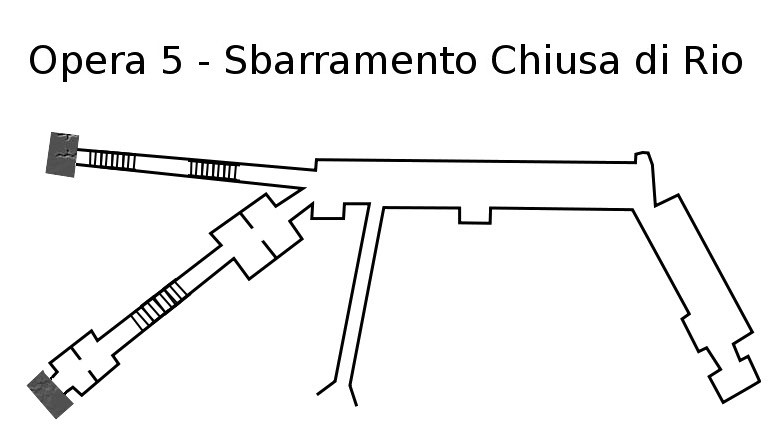
Piantina opera 5

L'opera si trova sulla sponda meridionale del fiume Rienza. Dalla strada statale, si percorre il tratto di pista ciclabile che costeggia il depuratore. Da lì si attraversa il fiume mediante uno stretto ponticello e subito sulla sponda opposta si intravedono sulla sinistra le feritoie dell'opera. L'accesso è una decina di metri più avanti, percorrendo un lungo canalino d'accesso.
- Caratteristiche

L'opera risulta di grandi dimensioni, nonostante venga descritta come di medie dimensioni. È stato previsto ed eseguito nella roccia uno scavo di 5700 metri cubi e una cementificazione prevista di 2300 m³, ma eseguita di soli 1900 m³. L'opera è disposta su un livello principale, con una torretta d'osservatorio, raggiungibile con una lunga e stretta scala a chiocciola che termina con una scala alla marinara. Inoltre, una lunga scalinata diritta porta a una postazione per mitragliatrice, quella che ha la visuale più verso la valle.
L'opera è dotata di uscita di emergenza (chiusa), raggiungibile soltanto dopo aver scalato una scala composta da due percorsi paralleli di ben 76 scalini ciascuno, incastonati nel muro. La sua radio era collegata alle sole opere 3 e 4.
- Nome in codice (in ambito NATO): Ronchi
- Armamento previsto

2 mitragliatrice, 1 cannone anticarro 90/32P (poi sostituito da un 76/40).
- Ingressi

L'opera ha 2 ingressi.
- Dati relativi a giugno 2013
- Coordinate geografiche: 46°48′44.4″N 11°41′18.12″E